# NGC 7331
NGC 7331(또는 콜드웰 30으로 알려져 있다.)은 페가수스자리 방향으로 약 4,000만 광년(12 메가파섹) 떨어져있는 나선은하이다. 1784년 윌리엄 허셜에 의해 발견되었다. NGC 7331은 NGC 7331 은하군에서 가장 밝은 은하이다.
이 은하의 크기와 구조는 우리가 살고 있는 은하와 유사하다. 비록 은하수의 구조에 관한 최근의 발견들은 두 은하의 유사성에 대한 의심을 불러올 수 있을지도 모르지만, 우리은하의 쌍둥이은하(Milky way's twin)라고 흔히 언급된다.

## 역행하는 팽대부
나선은하의 중앙 팽대부는 일반적으로 원반부와 같은 방향으로 회전하지만 NGC 7331의 팽대부는 원반과 반대 방향으로 회전하고 있다. 현재 팽대부는 물질의 유입으로부터 형성되었을 것이다. 그러나 만약 팽대부가 형성 당시부터 그러했다면 어떻게 이런 일이 발생하는지 설명하기 어려워진다.

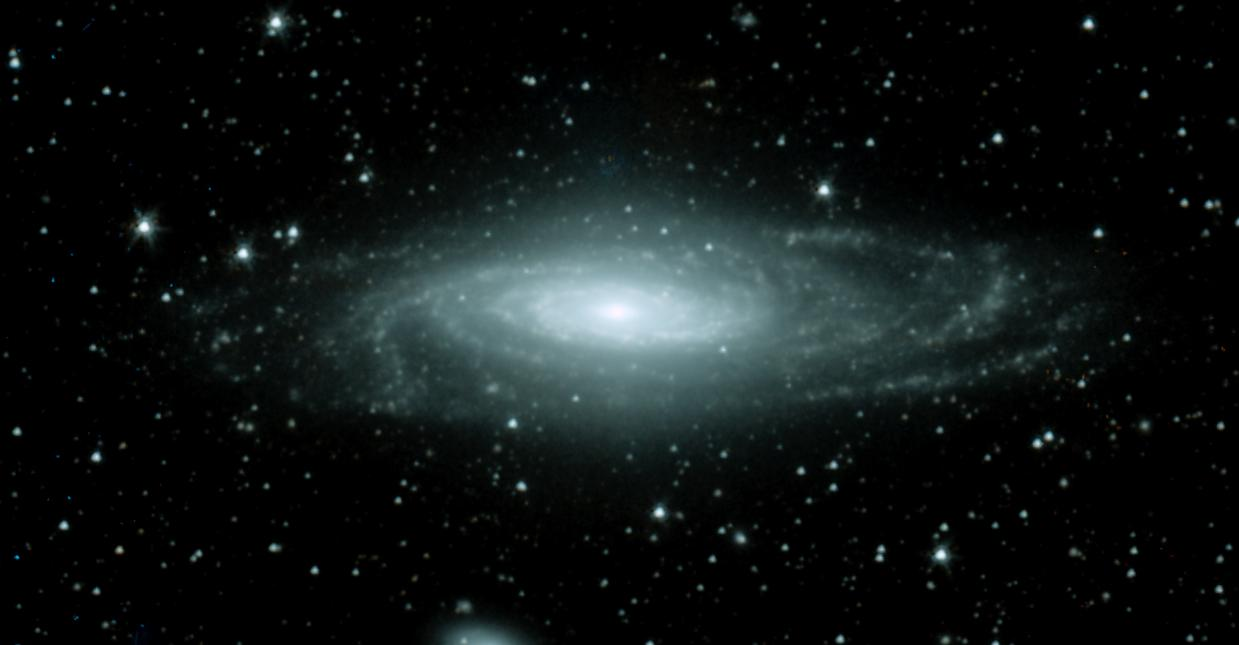
나선 은하 NGC 7331. 애리조나 주에 있는 레몬산 천문대의 24인치 망원경으로 촬영한 사진이다. Joseph D. Schulman이 제공.

## 초신성
지금까지 총 4개의 초신성이 발견되었다.
- SN 1959D NGC 7331의 첫 번째 초신성이다.
- SN 2013bu 2013년에 발견된 II형 초신성이다.
- SN 2014C LOSS에서 2014년 1월 5일에 발견하였으며, 뜨거운 IIn형 초신성이다.찬드라 엑스선 망원경 으로 찍은 SN 2014 C 의 모습이다.

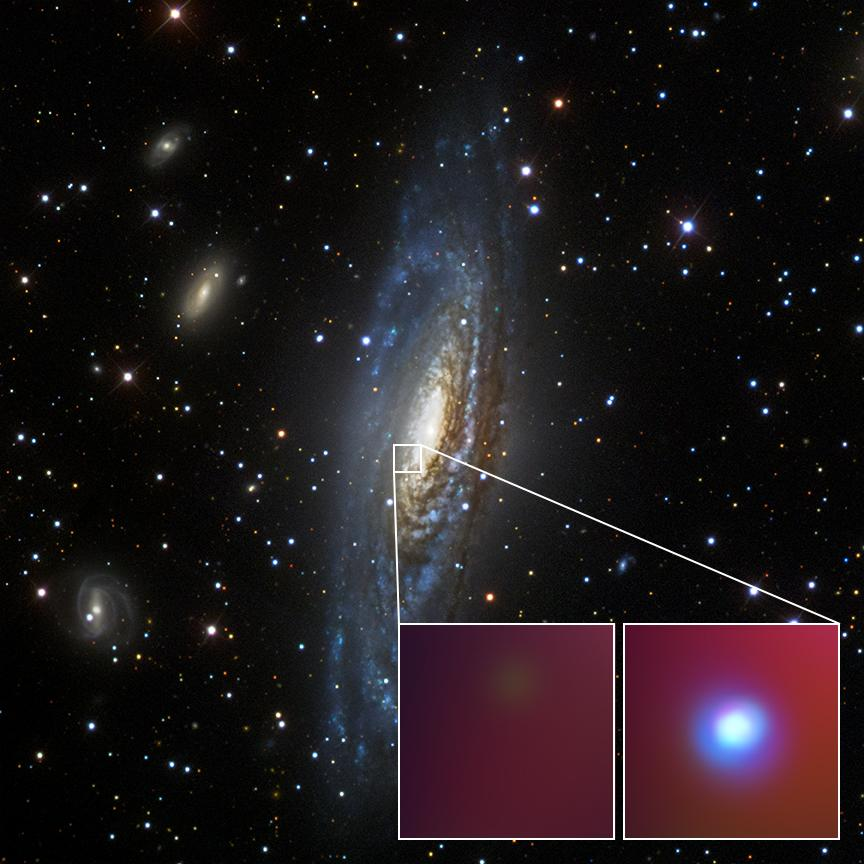
찬드라 엑스선 망원경 으로 찍은 SN 2014 C 의 모습이다.

- SN 2025rbs (Ia형 초신성, 극대 광도 : +12.6) : GOTO에서 2025년 6월 14일에 발견하였다.

## 같이 보기
- 메시에 94
- 양털나선은하